# Lorenzo Penna
Lorenzo Penna (Bolonia, 1613 - Bolonia, 31 de octubre de 1693) fue un compositor y teórico musical italiano.

## Vida

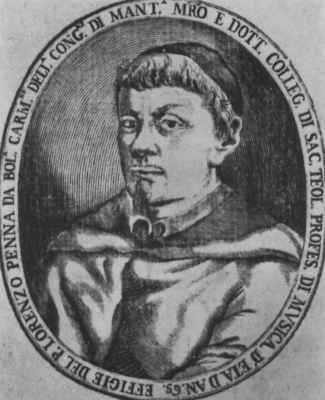
Xilografia di Lorenzo Penna

No se sabe nada con seguridad sobre la infancia de Lorenzo Penna. Suponiendo que Lorenzo fuera probablemente su nombre religioso, podría identificársele como Vincenzo Penna, nacido el 23 de enero de 1613: al menos así consta en el registro bautismal de la Catedral de Bolonia.
En 1630 Penna se trasladó al Monasterio Carmelita de San Martín en Bolonia e hizo su profesión al año siguiente. De 1639 a 1642 fue maestro de novicios en el monasterio. En 1656 trabajó como maestro de coro en San Hilario en Casale Monferrato. En 1665 obtuvo el doctorado en teología en la Universidad de Ferrara y de 1667 a 1669 fue maestro de coro en San Casiano en Imola. Posteriormente sirvió en el monasterio carmelita de Mantua hasta 1672 y desde 1672/1673 fue maestro de coro en una iglesia de Parma. Luego regresó a Bolonia, donde presumiblemente pasó el resto de su vida.
Fue miembro de la Accademia dei Filaschisi de Bolonia, de la Accademia dei Risoluti y, desde 1676, de la Accademia Filarmonica.

## Obra
La mayor parte de su obra compositiva incluye música coral sacra, que casi no ha tenido efecto fuera de su esfera de actividad personal. Sus únicas obras instrumentales son los Correnti Francesi, compuestos para la boda de Alessandro Sanvitali, conde de Fontanellato. El hecho de que también llamara a los 25 cortos correntinos con el nombre de sonata muestra que no debería haber tenido ningún contacto ni con la escuela boloñesa ni con su desarrollo de la sonata para violín moderna.
Por el contrario, sus enseñanzas musicales fueron eficaces en su época. Sus Albori musicali aparecieron en 1672 en tres volúmenes, compuestos por una doctrina musical general, un estudio de la composición a varias voces y un estudio del acompañamiento del bajo continuo. La obra tuvo al menos cinco ediciones hasta 1696 y también fue reimpresa en Amberes, Venecia y, en parte, en traducción francesa. Su segunda enseñanza es el Directorio del Canto Fermo, que está dirigido a los cantantes y compositores de música eclesiástica, pero no logró difundir los Inicios Musicales.
Composiciones
- Messe e salmi concertati, 5vv , 2vn ad lib, bc, op.1. Milán 1656.
- Psalmorum totius anni modulatio, una cum missa, et falsis bordon, 4 / 5vv, op.3. Milán 1669.
- Correnti francesi, 2 vn, violetta, vle, bc (hpd), op.7. Boloña 1673.
- Il sacro parnaso delli salmi, 4, 8vv, op.8. Bologna 1677.
- Reggia del sacro parnaso… ordinate in messe piene e brevi, 4, 8vv, op.9. Boloña 1677.
- Galeria del sacro parnaso ornata con adornamenti di messe piene, e brevi, 4, 8vv, insts, op.10. Boloña 1678.
- Messa ... a cappella, 4–5vv. Boloña 1679 (perso).

Libros
- Li primi albori musicali per li principianti della musica figurata. Bolonia 1672.
- Direttorio del canto fermo. Módena 1689.